# Hôtel du Petit-Bourbon

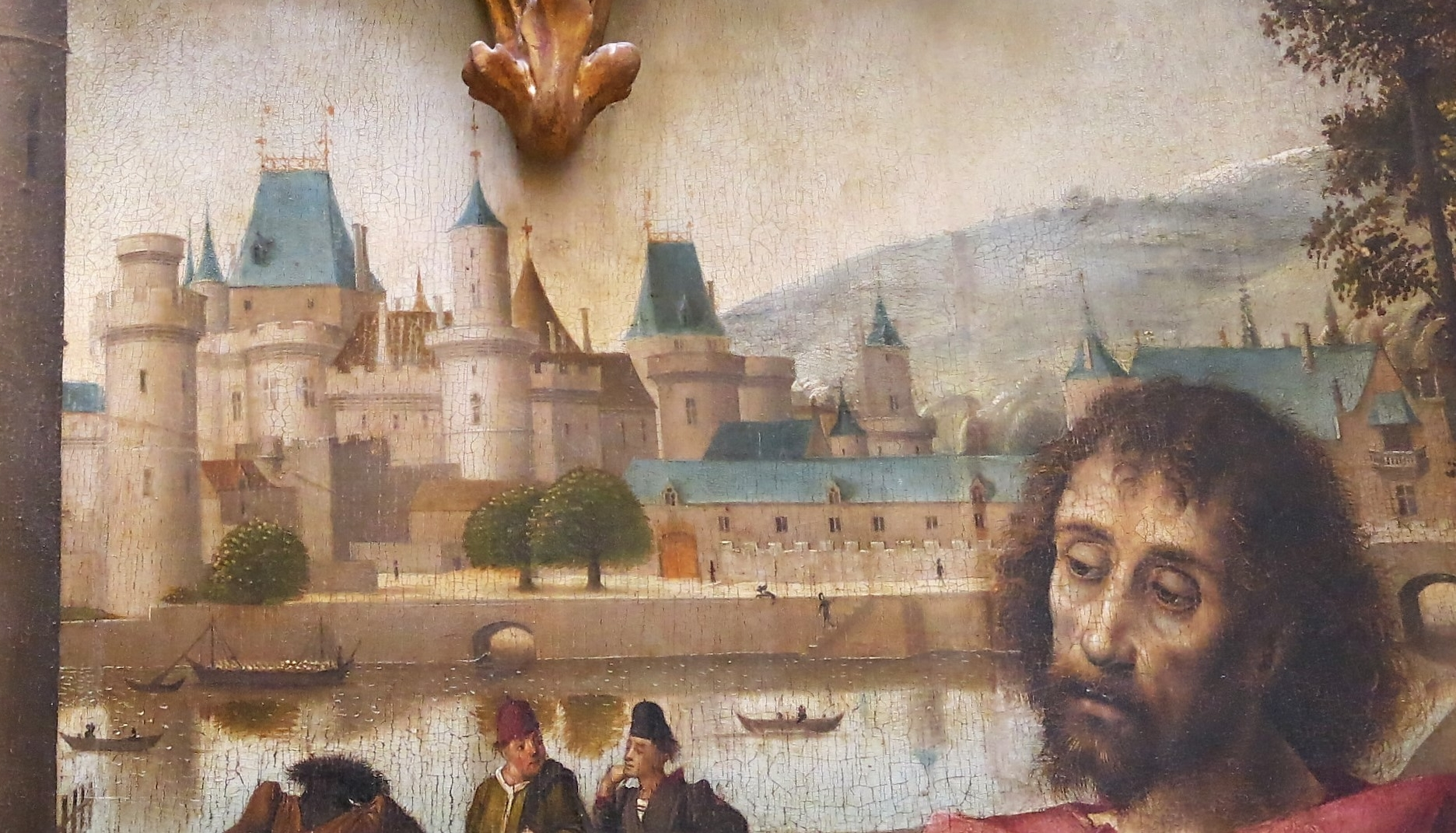
Retablo del Parlamento de París, mediados del, detalle que muestra el Louvre medieval y el Hôtel du Petit-Bourbon, visto desde la margen izquierda.

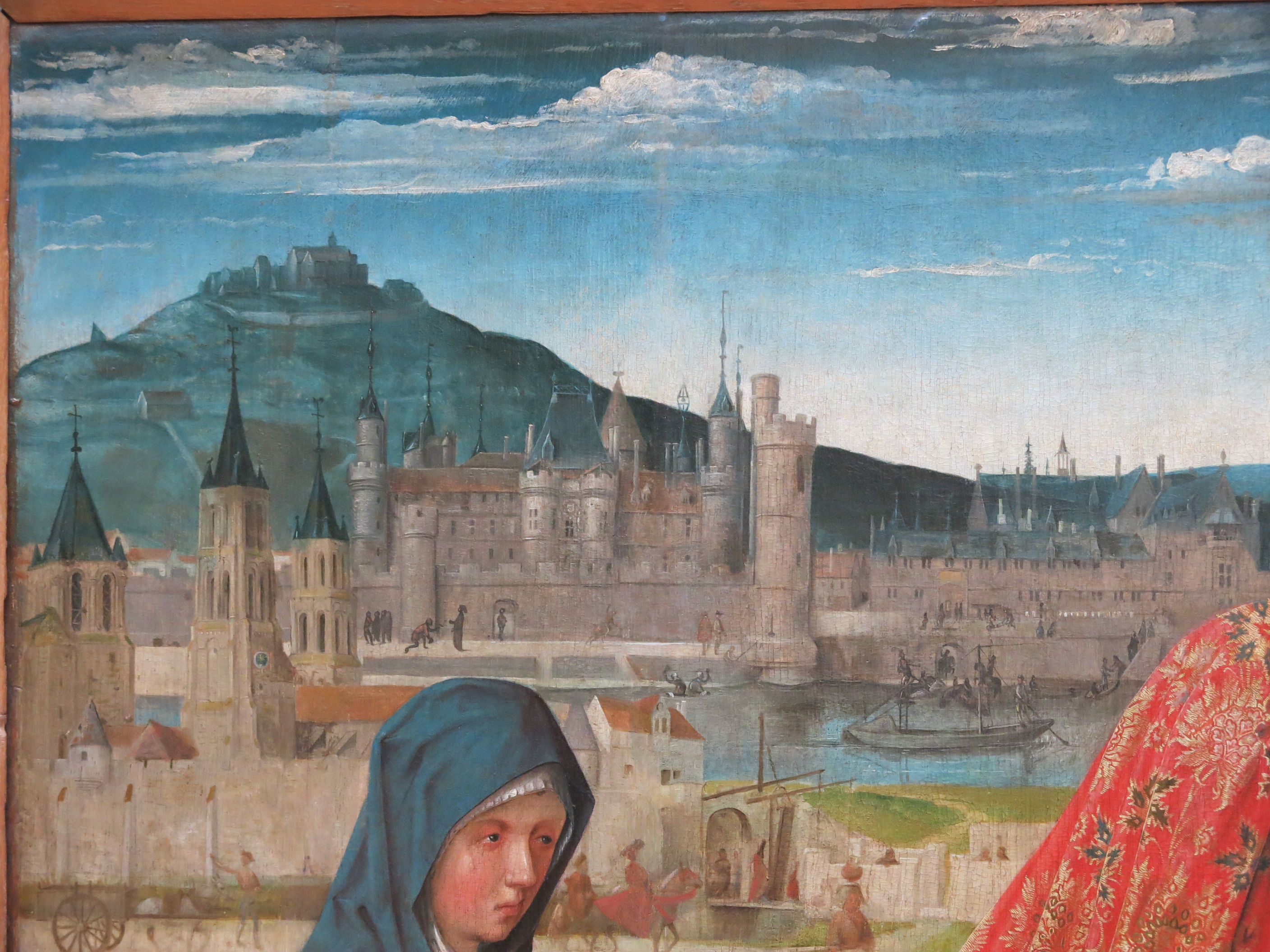
El Louvre medieval y el Hôtel du Petit-Bourbon, hacia 1500.

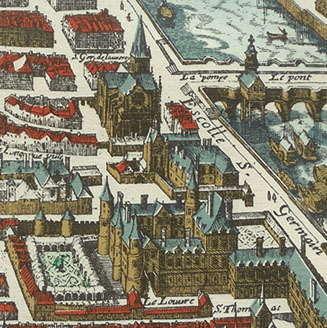
Le Petit-Bourbon, ubicado entre el Louvre y la iglesia de Saint-Germain l'Auxerrois en el Plan de Mérian (1615).

Hôtel du Petit-Bourbon es el nombre comúnmente dado al antiguo Hôtel de Bourbon parisino levantado frente al puente levadizo de la puerta este del castillo medieval del Louvre, entre el foso de Saint-Germain-l'Auxerrois, sección sur de la actual rue de l 'Amiral-de-Coligny, y la antigua rue d'Amérique (desaparecida), y lindando con el antiguo Hôtel d'Alençon por un lado y la orilla derecha del Sena por el otro. Construido a finales del XIV XIV . siglo por el duque de Borbón, fue confiscado por el rey hacia 1523 y destruido en 1525 a excepción de la capilla y el ala norte que albergaba la galería conocida como la Salle du Petit-Bourbon o Théâtre du Petit-Bourbon que desapareció en vuelta en 1660.
Esta sala se utilizó para fiestas reales y otros entretenimientos como representaciones de ballets y obras de teatro. Molière y Scaramouche actuaron allí alternativamente con sus respectivas compañías.

## Historia

### El Hotel de Bourbon (Petit-Bourbon)

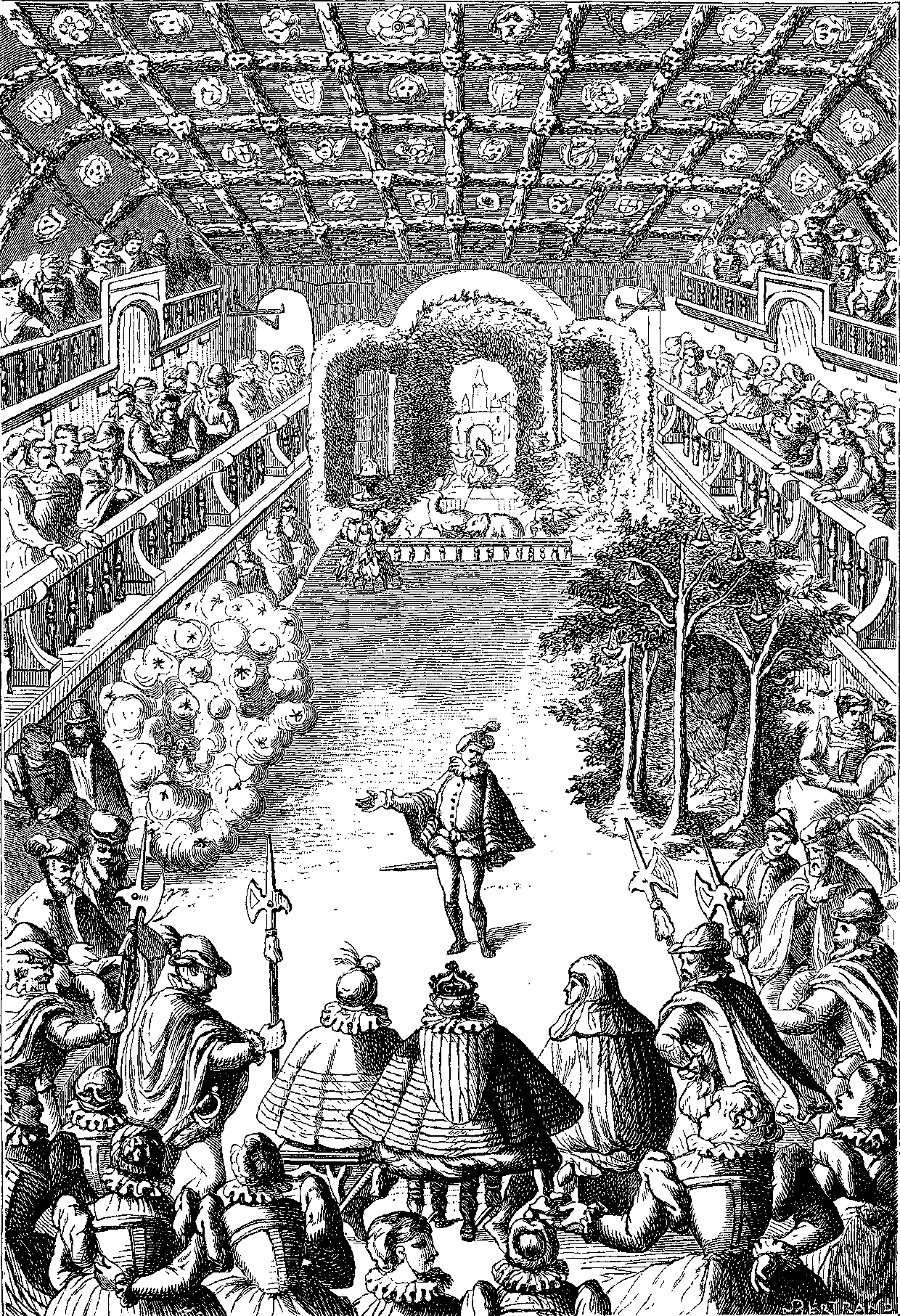
Ballet cómico de la reina (1581).

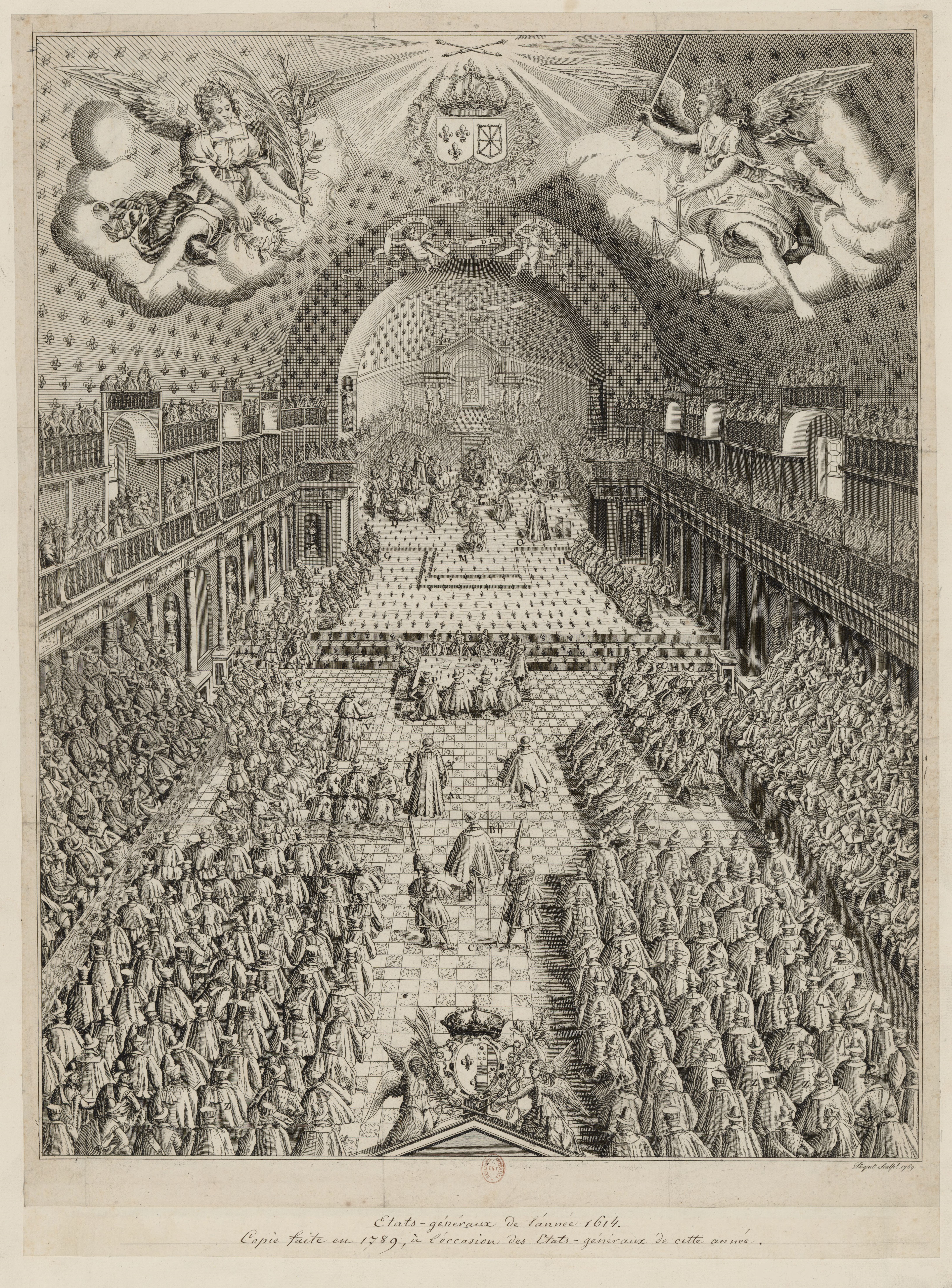
Los Estados Generales (1614).

Petit-BoPetitPetit-Bourbon-BourbonurbonEl Hôtel de Bourbon, construido en 1390 para el duque Luis II de Borbón (1337-1410), permaneció en manos de sus descendientes durante tres generaciones. Cuando la disputa por la sucesión de Suzanne de Bourbon, la última heredera en línea directa, que se había casado con su primo Charles de Bourbon, de la rama más joven de la familia ducal, condestable de Francia desde 1515, se decidió a favor de la reina madre Luisa de Saboya, prima de Suzanne de Bourbon, y no a favor del condestable de Borbón, este último se rebeló contra François I y se unió a Charles Quint en 1523 . El rey lo declaró traidor y criminal de lesa majestad y confiscó sus bienes. El Hôtel du Petit-Bourbon fue demolido en gran parte en 1525, a excepción de la capilla, una amplia galería donde se estableció el teatro y algunos otros locales destinados al almacenamiento de la corona.

### El Gran Salón del Petit-Borbon
Esta gran sala, la más grande de París, era lo suficientemente grande para contener la multitud de cortesanos en los grandes eventos, fiestas reales, ballets de la corte y otras festividades: las fiestas nupciales de Marguerite de Valois y de Henri de Navarre (1572), el ballet cómico de la reina (1581), la reunión de los Estados Generales (27 octobre 161427 de octubre de 1614 a23 février 161523 de febrero de 1615 ), últimos anteriores a los de 1789. Los príncipes y Luis XIV bailaron públicamente allí

### Representaciones teatrales
El 19 de mayo de 1577, los actores italianos que el rey Enrique III había traído de Venecia y que habían actuado en Blois, se instalaron en el teatro Petit-Bourbon ; cobraban cuatro sueldos por persona y atraían a una gran multitud de espectadores. En 1584 y 1588 aparecieron una segunda y una tercera tropa. En 1645, el teatro Petit-Bourbon fue ocupado por bufones italianos, que el cardenal Mazarino había traído para satisfacer la pasión de la reina Ana de Austria por los espectáculos, y donde el , los actores italianos representaron La finta pazza, la primera ópera que combinaba música y ballet, precursora de la ópera-ballet francesa, luego Orfeo y Eurídice, etc.
En 1650, el teatro acogió la representación de Andrómeda, una obra de máquina de Pierre Corneille, música de Charles Coypeau d'Assoucy, decorados y máquinas de Giacomo Torelli.
En octubre de 1658, Molière hace su reaparición en los escenarios parisinos en particular frente a la corte del joven rey Luis XIV donde interpreta L'Étourdi o los Contretemps y el Dépit in love. Durante esta comedia dramática, el rey bosteza, lo que empuja a Molière a representar la obra Doctor enamorado, el rey se entusiasma tanto que le concede la habitación del Petit Bourbon. En noviembre de 1658, la compañía de Molière, compuesta por diez actores, debutó en público en París y actuó allí en días extraordinarios, lunes, miércoles, jueves y sábado, alternando con los Comediantes italianos. Esta compañía actuó en este teatro hasta 1660, cuando Molière abandonó el teatro Petit-Bourbon para ocupar la sala del Palais-Royal el 20 de enero siguiente, y donde permanecieron hasta la muerte del dramaturgo en 1673. En este año 1660, actores españoles que venían con la infanta Marie-Thérèse, con la que Luis XIV acababa de casarse, dieron tres funciones en el teatro Petit-Bourbon, cuyo derribo comenzó el 11 de octubre.

### Demolición
El 11 de octubre de 1660, el teatro Petit-Bourbon fue demolido —sin informar a los actores— para liberar el espacio necesario para la construcción prevista de la futura ala de la columnata del Louvre . El trastero de la Corona, anteriormente ubicado en edificios contiguos, ya había sido trasladado al Hôtel de Conti en 1758, y en adelante los actores irían a jugar a la sala del Palais-Royal. En 1665, Luis XIV colocó la primera piedra de la columnata.

## Le Petit-Bourbon en mapas antiguos de París

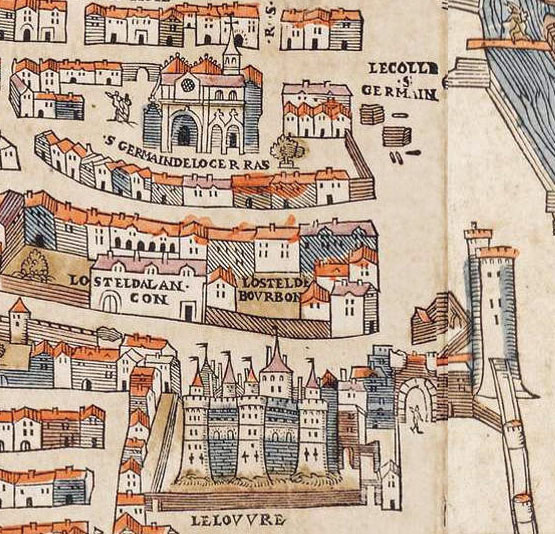
Ca. 1550 (Truschet y Hoyau).
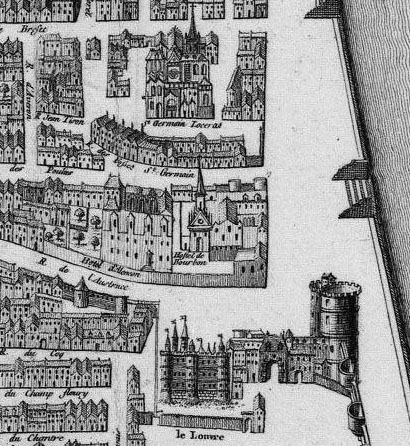
Ca. 1550 (San Víctor).
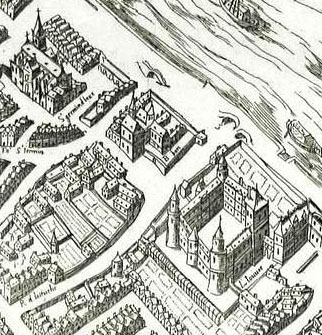
1609 (Quesnel).
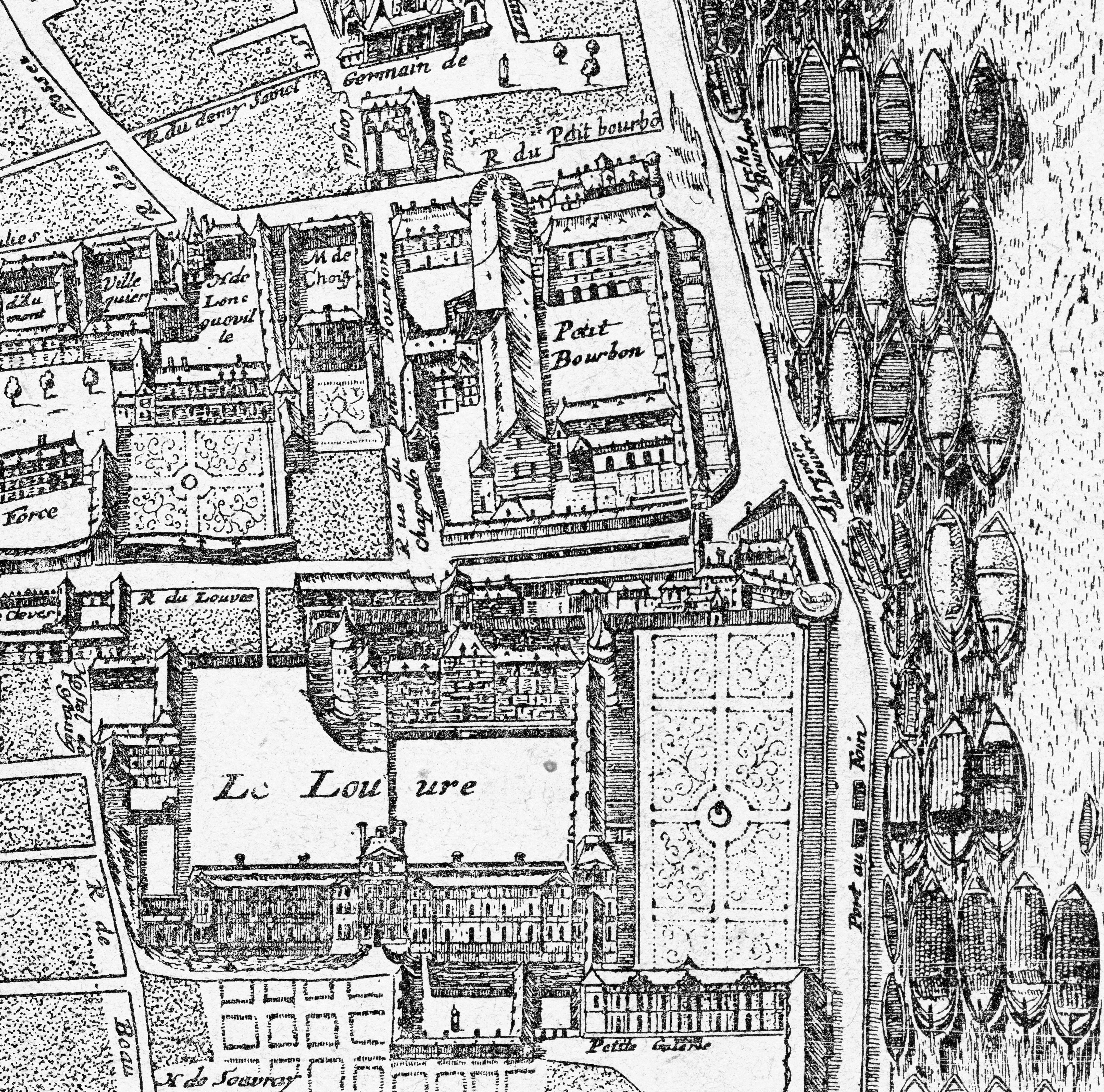
1652 (Gomboust).
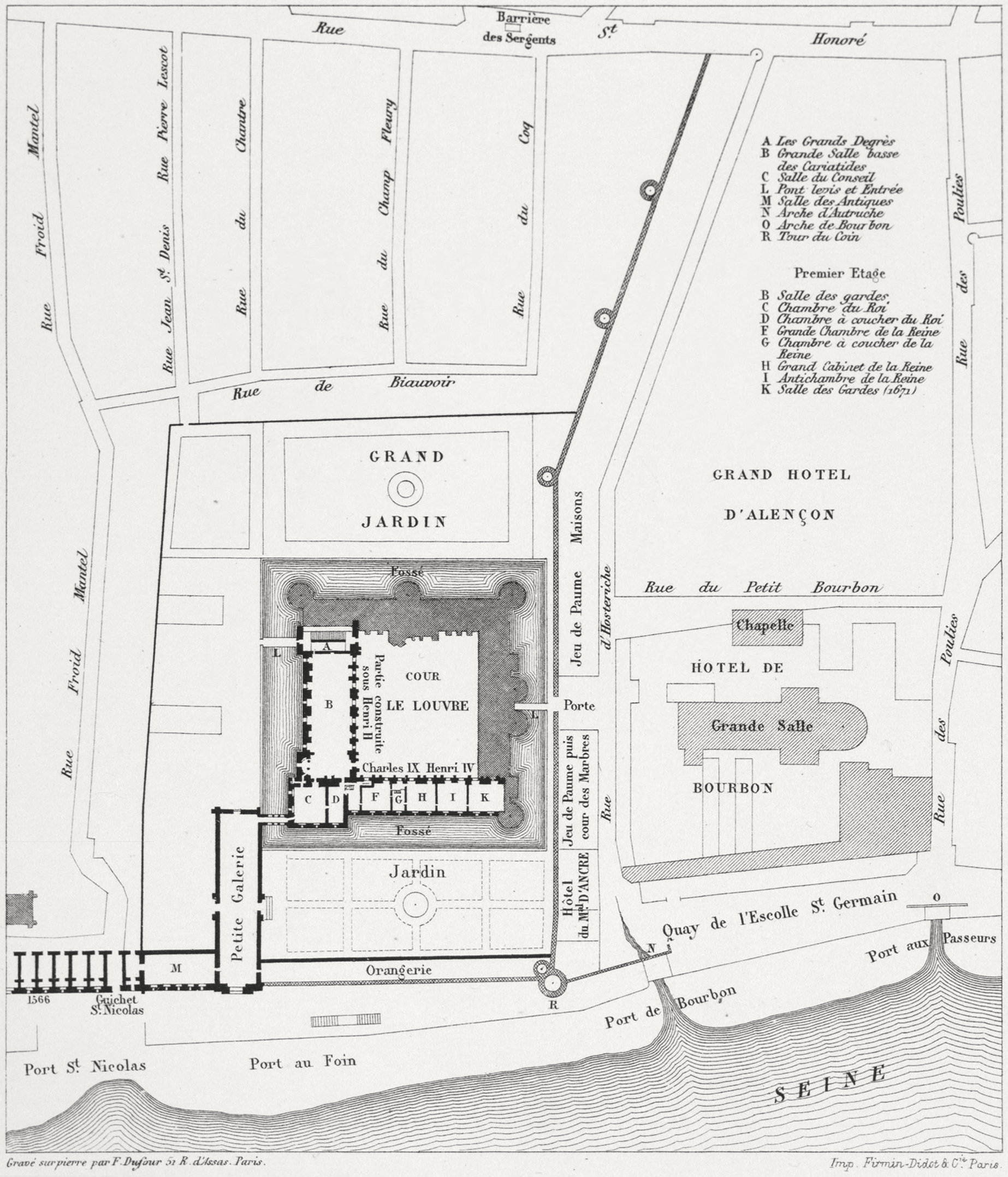
El Palacio del Louvre y el Hôtel de Bourbon en 1595.
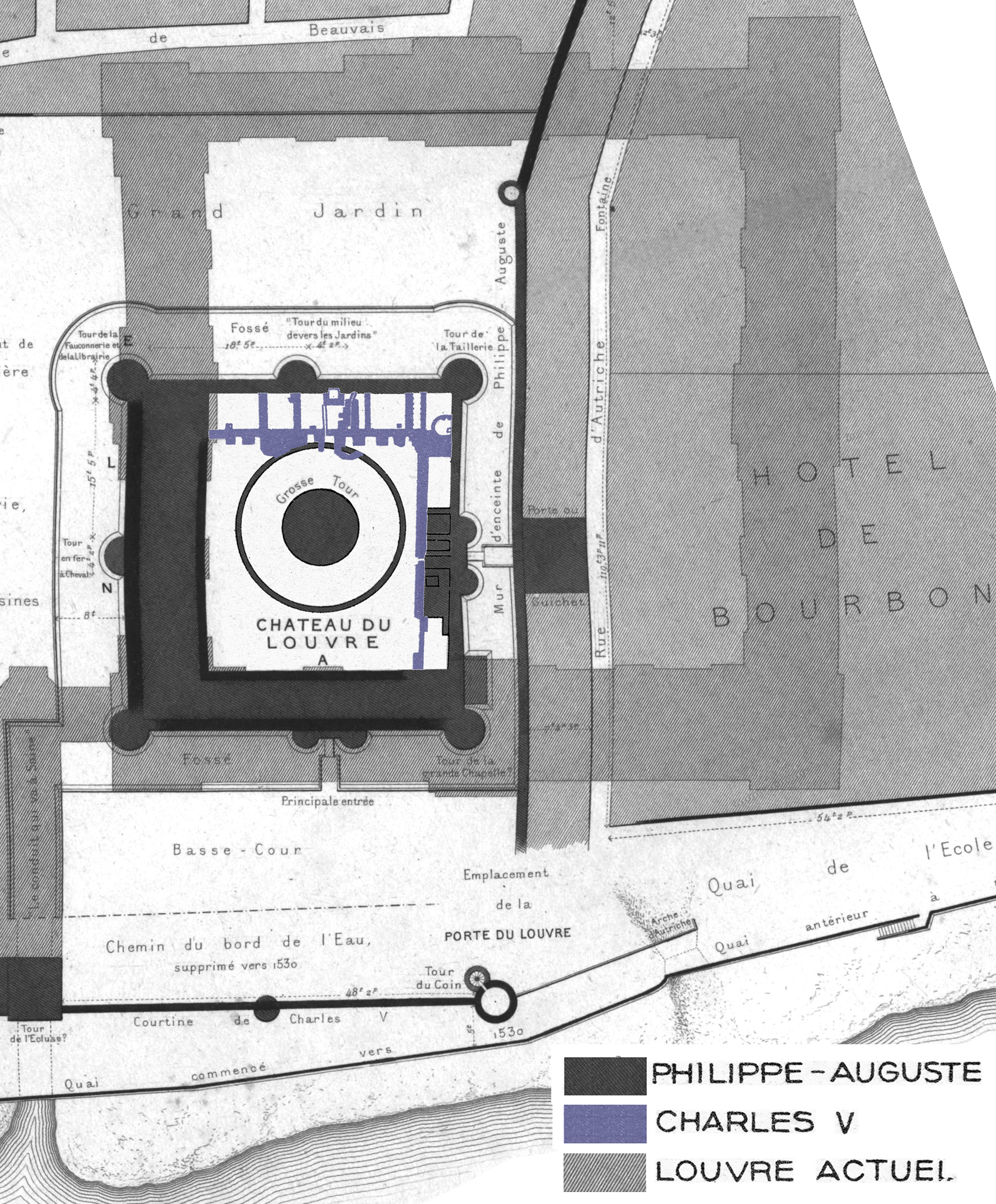
Del castillo medieval del Louvre al palacio del Louvre, según Louis Hautecœur .